# グリーンウッド郡 (サウスカロライナ州)
グリーンウッド郡 (Greenwood County) は、アメリカ合衆国サウスカロライナ州に位置する郡である。2000年現在、人口は66,271人である。この郡庁所在地はグリーンウッドである。

## 地理
アメリカ合衆国統計局によると、この郡は総面積1,199 km2 (463 mi2) である。このうち1,180 km2 (456 mi2) が陸地で19 km2 (7 mi2) が水地域である。総面積の1.60%が水地域となっている。

## 人口動勢
2000年現在の国勢調査で、この郡は人口66,271人、25,729世帯、及び17,753家族が暮らしている。人口密度は56/km2 (146/mi2) である。24/km2 (62/mi2) の平均的な密度に28,243軒の住宅が建っている。この郡の人種的な構成は白人65.57%、アフリカン・アメリカン31.74%、先住民0.18%、アジア0.71%、太平洋諸島系0.04%、その他の人種1.03%、及び混血0.74%である。ここの人口の2.87%はヒスパニックまたはラテン系である。
この郡内の住民は25.50%が18歳未満の未成年、18歳以上24歳以下が10.40%、25歳以上44歳以下が28.20%、45歳以上64歳以下が22.20%、及び65歳以上が13.70%にわたっている。中央値年齢は35歳である。女性100人ごとに対して男性は88.40人である。18歳以上の女性100人ごとに対して男性は84.60人である。
この郡内の世帯ごとの平均的な収入は34,702米ドルであり、家族ごとの平均的な収入は42,022米ドルである。男性は30,759米ドルに対して女性は23,820米ドルの平均的な収入がある。この郡の一人当たりの収入 (per capita income) は17,446米ドルである。人口の14.20%及び家族の9.90%は貧困線以下である。全人口のうち18歳未満の17.70%及び65歳以上の14.10%は貧困線以下の生活を送っている。

## 都市及び町
- Bradley
- Cokesbury
- Coronaca
- グリーンウッド (Greenwood)
- Hodges
- Ninety Six
- Promised Land
- Troy

1. ↑   Find a County, National Association of Counties 2011年6月7日閲覧。
2. ↑   American FactFinder, United States Census Bureau 2008年1月31日閲覧。